# Villefranche-sur-Mer
Vilafranca de Mar (ou apenas Vilafranca, em occitano;Villefranche-sur-Mer, em francês; Villafranca Marittima, em italiano) é uma cidade do sul da França, no departamento dos Alpes Marítimos, situada à beira do mar Mediterrâneo, na Costa Azul (Côte d'Azur).
Nesta localidade está situada a terceira casa mais cara do mundo, a Villa Leopolda.

## Cidades-irmãs
- Bordighera, Itália
- Newport, Reino Unido
- Plan-les-Ouates, Suíça
- Reiskirchen, Alemanha